# Claudio Aranzadi
José Claudio Aranzadi Martínez (ur. 9 października 1946 w Bilbao) – hiszpański polityk i ekonomista, minister przemysłu i energii (1988–1991), minister przemysłu, handlu i turystyki (1991–1993).

## Życiorys
Z wykształcenia inżynier, absolwent Escuela Técnica Superior de Ingenieros Industriales de Bilbao. Ukończył również studia ekonomiczne na Université Panthéon-Sorbonne. W latach 1976–1978 pracował w ministerstwie przemysłu, następnie w Banco Bilbao Vizcaya Argentaria oraz w Grupo Bancaya. W 1982 został dyrektorem gabinetu technicznego resortu przemysłu i energii. W latach 1984–1986 był wiceprezesem, a następnie do 1988 prezesem holdingu przemysłowego Instituto Nacional de Industria.
Związany z Hiszpańską Socjalistyczną Partią Robotniczą (PSOE). W rządach Felipe Gonzáleza pełnił funkcję ministra przemysłu i energii (1988–1991) oraz ministra przemysłu, handlu i turystyki (1991–1993). Następnie do 1996 zajmował stanowisko stałego przedstawiciela Hiszpanii przy Organizacji Współpracy Gospodarczej i Rozwoju. Pracował później ponownie w BBVA oraz w firmie Arthur Andersen. Został partnerem w przedsiębiorstwie konsultingowym Enerma Consultores i członkiem rady doradczej centrum technologicznego CDTI.